# Фабиу Эшпинью
Фа́биу Рика́рду Го́меш Фонсе́ка (порт. Fábio Ricardo Gomes Fonseca; 18 августа 1985, Эшпинью, Португалия), более известный как Фабиу Эшпинью (порт. Fábio Espinho), либо просто Эшпинью — португальский футболист, полузащитник.

## Карьера
Фабиу Эшпинью родился в городе Эшпинью, который и дал ему прозвище. Воспитанник «Порту», он ни разу не играл в официальных матчах за первую команду, проведя два года с резервным составом в третьем дивизионе. В 2006 году он перешёл в выступавший в том же дивизионе клуб из его родного города «Эшпинью».
8 июня 2011 года, после двух сезонов в Сегунде в составе «Лейшойнша», Эшпинью перешёл в другой клуб Сегунды «Морейренсе». Забив 5 голов в первом сезоне, он помог своему клубу спустя семь лет вернуться в высший дивизион. Он отметился голом в первом же матче в Примейра Лиге против «Пасуша», закончившемся ничьей 1:1.
11 июня 2013 года Эшпинью подписал однолетнее соглашение с клубом высшего дивизиона чемпионата Болгарии «Лудогорцем», впервые уехав за границу в возрасте 28-ми лет. Дебютировал в составе болгарского клуба 20 июля в матче первого тура чемпионата Болгарии против «Любимца», который завершился победой соперника со счётом 1:0. Свой первый гол в чемпионате Болгарии португалец забил 31 августа 2013 года в матче против «Черно Море», завершившемся поражением разградцев со счётом 1:3.

## Достижения
Лудогорец
- Чемпион Болгарии: 2013/14
- Обладатель Кубка Болгарии: 2013/14
- Обладатель Суперкубка Болгарии: 2014